# Percultazonaria
Percultazonaria es un género de foraminífero bentónico de la subfamilia Lenticulininae, de la familia Vaginulinidae, de la superfamilia Nodosarioidea, del suborden Lagenina y del orden Lagenida. Su especie tipo es Cristellaria subaculeata. Su rango cronoestratigráfico abarca desde el Turoniense (Cretácico inferior) hasta la Actualidad.

## Clasificación
Percultazonaria incluye a la siguiente especie:
- Percultazonaria subaculeata